# Karen Chin
Karen Chin es una paleontóloga y tafónoma estadounidense, considerada una de las expertas principales del mundo en coprolitos.

## Selección de publicaciones
- Chin, K., Hartman, J.H., y Roth, B. 2009. Opportunistic exploitation of dinosaur dung: fossil snails in coprolites from the Upper Cretaceous Two Medicine Formation Montana. Lethaia 42: 185-198.
- Chin, K., Bloch, J.D., Golosina, Un.R., Tweet, J.S., Eberle, J.J., Cumbaa, S.L., Witkowski, J., y Harwood, D.M. 2008. Life in a temperate polar sea: a unique taphonomic window on the structure of a Late Cretaceous Arctic marine ecosystem. Proceedings De la Sociedad Real B 275: 2675-2685.
- Tweet, J.S., Chin, K., Braman, D.R., y Murphy, N.L. 2008. Probable gut contents within a specimen de Brachylophosaurus canadensis (Dinosauria: Hadrosauridae) delUpper Cretaceous Judith River Formation of Montana.. Palaios 23: 625-636.
- Chin, K. 2007. The paleobiological implications of herbivorous dinosaur coprolites from the Upper Cretaceous Two Medicine Formation of Montana: why eat wood?  Palaios 22: 554-566.
- Chin, K., y Bishop, J. 2007. Exploited twice: bored bone in a theropod coprolite from the Jurassic Morrison Formation de Utah, EE. UU.. En: Bromley, R.G., Buatois, L.Un., Mángano, M.G., Genise, J.F., y Melchor, R.N. [eds.] Sediment-Organism Interactions: A Multifaceted Ichnology. SEPM Special Publications, v. 88, pp. 377–385.
- Chin, K., Tokaryk, T.T., Erickson, G.M., Calk, L.C., 1998, A king-sized theropod coprolite, Naturev. 393, pp. 680–682.